# Hegyhátszentpéter
Hegyhátszentpéter is een plaats (község) en gemeente in het Hongaarse comitaat Vas. Hegyhátszentpéter telt 183 inwoners (2001).